# Fisayo Akinade
Fisayo Akinade (Liverpool, 28 dicembre 1987) è un attore britannico.

## Biografia
Akinade è nato a Liverpool. Ha trascorso quattro anni della sua infanzia in Nigeria prima di tornare nel Regno Unito dove è cresciuto nelle zone di Fallowfield e Moss Side di Manchester.
Da bambino voleva diventare un ginnasta, ma dopo aver subito un infortunio Akinade iniziò a frequentare corsi di recitazione al Contact Theatre, entrando poi a far parte della Contact Young Actors Company e Workshop presso il Royal Exchange Theatre. Ha continuato a studiare presso la Royal Central School of Speech and Drama di Londra.
La svolta televisiva di Akinade è arrivata nel 2015, quando ha recitato nel ruolo di Dean Monroe nella serie televisiva di Russell T Davies Cucumber e i suoi offshoots Banana e Tofu. Nel 2016, Akinade ha recitato al fianco di Glenn Close, Gemma Arterton e Paddy Considine in La ragazza che sapeva troppo.
Prolifico interprete teatrale, nel 2017 è stato candidato all'Ian Charleson Award per la sua interpretazione nella Santa Giovanna di Shaw. Nel febbraio 2022, Akinade ha recitato nell'opera teatrale di Alistair McDowall The Glow, in scena al Royal Court Theatre di Londra.
Dal 2022 recita nella serie di Netflix Heartstopper, in cui interpreta Mr Ajayi.
Akinade è dichiaratamente gay.

## Filmografia parziale

### Cinema
- La ragazza che sapeva troppo (The Girl with All the Gifts), regia di Colm McCarthy (2016)
- La vita straordinaria di David Copperfield (The Personal History of David Copperfield), regia di Armando Iannucci (2019)

### Televisione
- Fresh Meat – serie TV, episodio 3x08 (2013)
- Cucumber – serie TV, 7 episodi (2015)
- Banana – serie TV, 6 episodi (2015)
- Tofu – serie TV, 5 episodi (2015)
- A Very English Scandal, regia di Stephen Frears – miniserie TV, puntata 3 (2018)
- Testimoni silenziosi (Silent Witness) – serie TV, episodi 22x05-22x06 (2019)
- Atlanta – serie TV, episodio 3x06 (2022)
- Heartstopper – serie TV (2022-in corso)
- Le relazioni pericolose (Dangerous Liaisons) – serie TV, 8 episodi (2022)

### Doppiatore
- Blood & Truth – videogioco (2019)

## Teatro
- Come vi piace di William Shakespeare, regia di Douglas Rintoul. New Wolsey Theatre di Wolsey (2013)
- The Vote di James Graham, regia di Josie Rourke. Donmar Warehouse di Londra (2015)
- Barbarians di Barrie Keefe, regia di Liz Stevenson. Young Vic di Londra (2015)
- La tempesta di William Shakespeare, regia di Dominic Dromgoole. Shakespeare's Globe (2016)
- The Crossing Plays di Andreas Flourakis e Fausto Paravidino, regia di Richard Twyman. Royal Court Theatre di Londra (2016)
- Santa Giovanna di George Bernard Shaw, regia di Josie Rourke. Donmar Warehouse di Londra (2016)
- Pigs and Dogs da Stephen O. Murray e Will Roscoe, regia di Dominic Cooke. Royal Court Theatre di Londra (2017)
- Barber Shop Chronicles di Inua Ellams, regia di Bihan Sheibani. National Theatre di Londra (2017)
- La via del mondo di William Congreve, regia di James Macdonald. Donmar Warehouse di Londra (2018)
- Antonio e Cleopatra di William Shakespeare, regia di Simon Godwin. National Theatre di Londra (2018)
- Shipwreck di Anne Washburne, regia di Rupert Goold. Almeida Theatre di Londra (2019)
- The Antipodes di Annie Baker, regia di Annie Baker. National Theatre di Londra (2019)
- The Glow di Alistair McDowall, regia di Vicky Featherstone. Royal Court Theatre di Londra (2022)
- Il crogiuolo di Arthur Miller, regia di Lyndsey Turner. National Theatre (2022) e Gielgud Theatre di Londra (2023)
- Slave Play di Jeremy O. Harris, regia di Robert O'Hare. Noël Coward Theatre di Londra (2024)

## Doppiatori italiani
Nelle versioni in italiano delle opere in cui ha recitato, Fisayo Akinade è stato doppiato da:
- Andre Moretti in Heartstopper
- Alex Polidori ne Le relazioni pericolose